# Volumen

Le volumen (mot latin signifiant « chose enroulée ») est un livre à base de feuilles de papyrus collées les unes aux autres et qui s'enroule sur lui-même. Il a été créé en Égypte vers 3000 av. J.-C. Le texte est rédigé en colonnes parallèles assez étroites. C'est le support du texte par excellence durant les trente siècles précédant notre ère, d'abord en Égypte, puis dans tout le monde méditerranéen. Il sera ensuite progressivement remplacé par le codex.

## Format

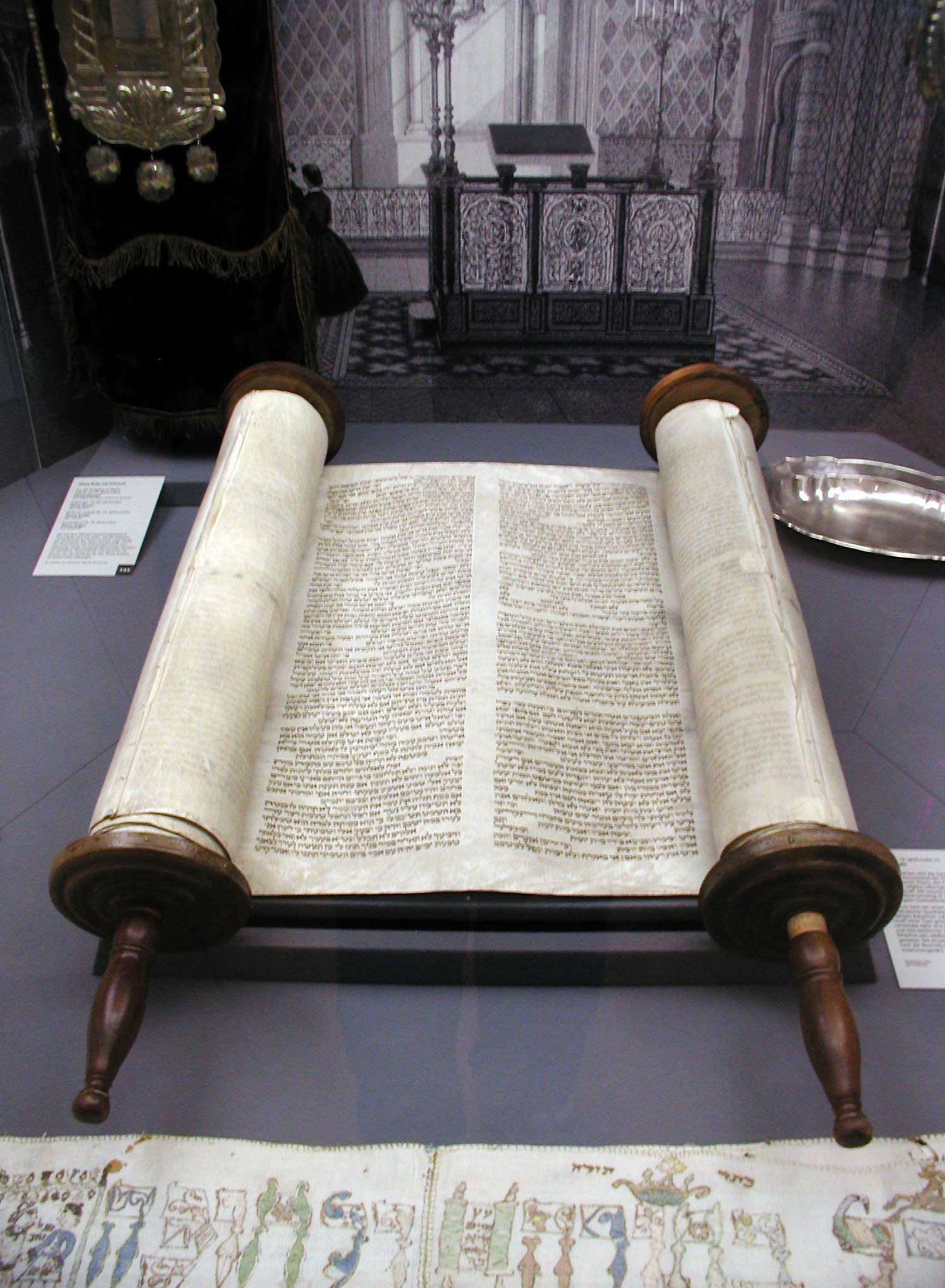
Sefer Torah exposé à la synagogue de la Glockengasse, Cologne.

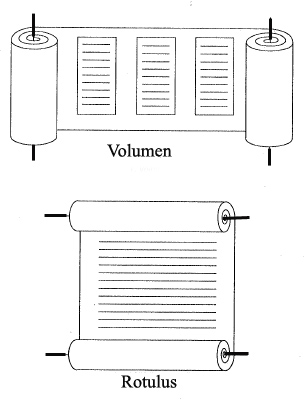
En haut, le volumen. En bas, le rotulus.

Comme le papyrus est un matériau trop fragile pour pouvoir être plié, il est enroulé autour d'un axe de bois ou d'ivoire. Certains rouleaux étaient enroulés sur deux barres de bois.
La longueur d'un rouleau est en moyenne de six à huit mètres, mais peut atteindre trente voire quarante mètres, tandis que sa largeur/hauteur est de 30 à 40 centimètres. Le texte est écrit en colonnes d'environ huit centimètres de large se suivant à l'horizontale. Ces chiffres peuvent varier : le livre intitulé De la piété, de Philodème de Gadara consiste en un seul rouleau de 27 m de long comportant 367 colonnes.

Le volumen se déroule horizontalement à partir de la gauche, le reste du rouleau étant tenu dans la main droite (dans le cas d'une écriture qui se lit de droite à gauche, comme par exemple un rouleau de la Torah en hébreu, le volumen se déroule dans le sens inverse). Le lecteur a donc besoin de ses deux mains pour dérouler le papyrus, ce qui ne lui permet pas de prendre des notes ou d’annoter le texte. En outre, comme le signale le poète latin Martial, le lecteur devait souvent s’aider du menton pour réenrouler le volumen, ce qui avait pour effet de laisser sur la tranche des marques assez malvenues pour les usagers d’une bibliothèque : 

« Comme on aime une rose que vous offre la main qui l'a cueillie, ainsi on goûte un exemplaire neuf, que le menton n'a pas encore sali. »

Il ne faut pas confondre le volumen avec le rotulus, qui est vertical et pour lequel le début est dans le rouleau supérieur, la fin dans le rouleau inférieur, le texte écrit se déroulant en une suite continue. Le texte était généralement écrit sur la face intérieure du rouleau. C'est le cas des documents officiels destinés à une déclaration publique au Moyen Âge.

## Provenance et fabrication
Le volumen est produit à partir du papyrus poussant dans la vallée du Nil. Le rouleau le plus ancien, datant de 2900 av. J.-C., a été trouvé à Sakkara. Le procédé de fabrication du volumen était tenu secret, de façon à garantir un monopole à l'Égypte. Avec pour conséquence que, lors de l'effondrement de la civilisation égyptienne, le procédé s'en est perdu et il a fallu attendre le XXe siècle pour qu'on réussisse à en fabriquer de nouveau.
Le collage des feuillets successifs pour former une longue bande était le métier du glutinator (colleur), exercé par des esclaves ou des affranchis. Le rouleau était gardé dans un étui.
La diffusion de papyrus vers la Grèce se faisait à partir du port de Byblos, au Liban. Les exemplaires les plus anciens de papyrus grecs qui nous soient parvenus datent du IVe siècle av. J.-C..
Le papyrus a progressivement été remplacé par le parchemin à partir du IIe siècle av. J.-C., et son invention à Pergame.
Le terme « papyrus » est généralement utilisé pour désigner un livre en format volumen : on parle ainsi du papyrus Harris, du papyrus de Turin, des papyri d'Oxyrhynque, etc. Toutefois, si le livre est en format codex, il est désigné comme tel même si le matériau est en papyrus, comme c'est le cas notamment pour le codex de Berlin.

## Concurrence du codex
Apparu au début de notre ère, le codex est un cahier cousu de feuilles de papyrus ou de parchemin. Très vite adopté par les premiers chrétiens comme support des textes sacrés, il rencontre une vive résistance dans les milieux savants de l'Antiquité, où le volumen de papyrus est le support noble par excellence. À partir du IIIe siècle, toutefois, le codex de parchemin commence à remplacer le volumen car celui-ci avait pour inconvénient d'obliger à une lecture séquentielle du texte et des chapitres : « le lecteur n’avait pas d’autre choix que de s’immerger dans la lecture du texte, déroulant le volumen tout comme le conteur dévide son histoire, selon un ordre rigoureusement linéaire et continu. » Par contre, le codex présente l'avantage de permettre d'accéder directement, par feuilletage, à n'importe quel endroit du livre. Il est aussi plus maniable et plus résistant. Rendu aisément reproductible grâce à l'impression du papier, il est devenu le livre imprimé qui, à la fin, du XVe siècle, bouleverse l'économie du savoir et de sa transmission.

## Postérité
Le format du volumen est resté en vigueur pour des documents de haut prestige, tels diplômes universitaires, chartes, etc.
Le mode de lecture du volumen a connu une réinterprétation inattendue dans le mode de déroulé propre à la lecture sur les écrans associés aux ordinateurs à partir de 1960. Il est souvent vertical, parfois horizontal (notamment dans les applications permettant d'écrire et/ou de lire des partitions de musique). La présence d'hyperliens compense la linéarité native du format.